# Kees van den Bos
Cornelis „Kees“ van den Bos (* 27. Mai 1965 in Den Haag) ist ein niederländischer Sozialpsychologe und Hochschullehrer an der Universität Utrecht.

## Leben und Wirken
Van den Bos studierte nach seinem Abitur in Alphen aan den Rijn 1984 Soziologie an der Universität Leiden. Dort legte er 1990 mit dem Hauptfach Sozialpsychologie seinen Magister ab. Anschließend wurde er wissenschaftlicher Mitarbeiter am Leidener Institut für Sozial- und Organisationspsychologie. Von 1990 bis 1991 leistete er seinen Wehrdienst bei der niederländischen Armee als Reserveoffizier mit akademischen Hintergrund ab. 1992 kehrte er als Doktorand an die Universität Leiden zurück. Dort wurde van den Bos unter Betreuung von Henk Wilke 1996 mit der Schrift Procedural justice and conflict zum Dr. phil. promoviert. In der Folge war er bei der Königlich Niederländischen Akademie der Wissenschaften tätig. 1997 wurde van den Bos Assistenzprofessor an der Universität Leiden, 2000 wechselte er an die Vrije Universiteit Amsterdam. 2001 übernahm er den ordentlichen Lehrstuhl für Sozialpsychologie inklusive Organisationspsychologie an der Universität Utrecht, den bis heute innehat. 2013 übernahm er zusätzlich noch eine Professur für empirische Rechtswissenschaften an der juristischen Fakultät der Universität Utrecht.
2022 wurde van den Bos in die Königlich Niederländische Akademie der Wissenschaften gewählt.
Van den Bos’ Forschungsschwerpunkte liegen entsprechend der Bezeichnung seines Lehrstuhls vorwiegend in der Sozialpsychologie. Hier konzentriert er sich vor allem auf die Radikalisierung sowie das Sozialverhalten von Personen im Umgang mit Autoritäten wie Vorgesetzten oder der Justiz. Zudem ist van den Bos Mitherausgeber zahlreicher Fachzeitschriften im Schnittfeld zwischen Psychologie, Soziologie und Rechtswissenschaften.